# Château-des-Prés

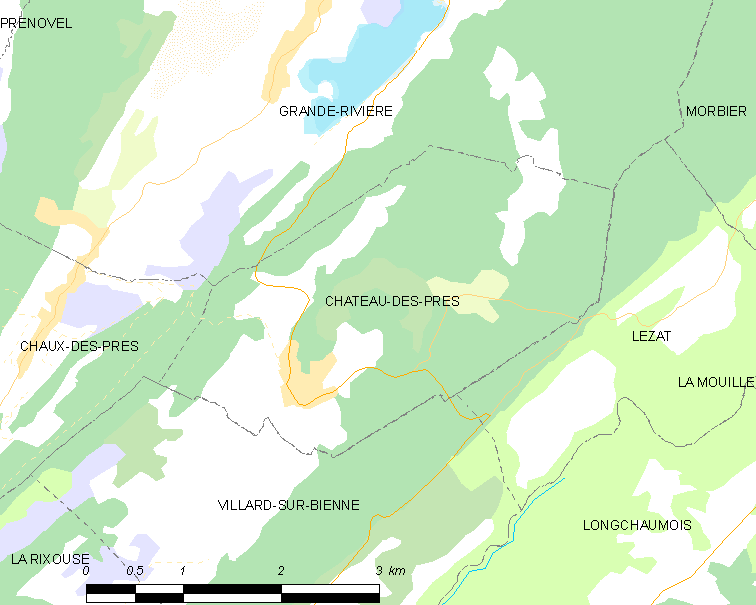

Château-des-Prés ist eine Ortschaft und eine Commune déléguée in der französischen Gemeinde Grande-Rivière Château mit 199 Einwohnern (Stand 1. Januar 2022) im französischen Département Jura in der Region Bourgogne-Franche-Comté.

## Geographie
Château-des-Prés liegt auf 942 m, etwa zwölf Kilometer nördlich der Stadt Saint-Claude (Luftlinie). Das Dorf erstreckt sich im Jura, auf einer ausgedehnten Hochfläche zwischen dem Tal der Bienne und dem Lac de l’Abbaye, am Südwestfuß des Mont d’Ecuvet, nördlich der Combe de Laume.
Die Fläche des 8,62 km² großen Gebiets der Commune déléguée umfasst einen Abschnitt des französischen Juras. Die Landschaft weist nur geringe Reliefunterschiede auf und ist geprägt durch parallel verlaufende Geländerippen und Senken, die gemäß der Streichrichtung des Faltenjuras in diesem Gebiet in Richtung Südwest-Nordost orientiert sind. In strukturgeologischer Hinsicht stellen sie eine Reihe von Antiklinalen und Synklinalen dar, die überwiegend aus Gesteinsschichten der oberen Jurazeit bestehen.
Der westliche Teil der Commune déléguée wird vom Bach Loutre entwässert, der jedoch nach nur wenigen Kilometern versickert. Das übrige Areal der Commune déléguée zeigt keine oberirdischen Fließgewässer, weil das Niederschlagswasser im porösen kalkhaltigen Untergrund versickert. Nach Osten erstreckt sich der Boden der Commune déléguée über den Mont d’Ecuvet (1020 m) in die ausgedehnten Waldregionen von Bois de la Pontoise, Bois du Fournet (1023 m), Bois de Seillières (1030 m) und ganz im Osten zum Bois des Ecolets, an dem mit 1080 m die höchste Erhebung von Château-des-Prés erreicht wird. Das Gebiet der Commune déléguée ist Teil des Regionalen Naturparks Haut-Jura (frz.: Parc naturel régional du Haut-Jura).
Zur Commune déléguée Château-des-Prés gehören der Weiler Les Frasses (960 m) in einer Rodungsinsel am Westfuß des Bois des Ecolets sowie verschiedene Einzelhöfe. Nachbargemeinden von Château-des-Prés waren Grande-Rivière im Norden, Hauts de Bienne mit Lézat im Osten, Villard-sur-Bienne im Süden sowie Nanchez mit Chaux-des-Prés im Westen.

## Geschichte
Die erste schriftliche Erwähnung ist nicht gesichert, doch wird vermutet, dass mit dem Namen Castaniacum in einer Urkunde des Kaisers Lothar I. von 855 das heutige Château-des-Prés gemeint war. Der Ortsname wandelte sich in der Folge über Castrum de Pratis, Chatel und Chastel-des-Prelz zur jetzigen Schreibweise.
Das Gebiet gehörte zum Herrschaftsbereich der Abtei Saint-Claude. Um sich gegen Angriffe aus den umliegenden Herrschaftsgebieten zu wehren, ließ der Abt um 1240 bei Château-des-Prés eine Burg errichten. So wurde der Ort zum Mittelpunkt einer Kastlanei, die von Saint-Claude abhängig war und auch das Nachbardorf Chaux-des-Prés umfasste. Im Jahr 1436 ging die Oberhoheit über das Gebiet durch einen Parlamentsentscheid vom Abt an die Freigrafschaft Burgund über. Zusammen mit der Franche-Comté gelangte Château-des-Prés mit dem Frieden von Nimwegen 1678 an Frankreich.
Die Gemeinde Château-des-Prés wurde am 1. Januar 2019 mit Grande-Rivière zur Commune nouvelle Grande-Rivière Château zusammengeschlossen.

## Sehenswürdigkeiten

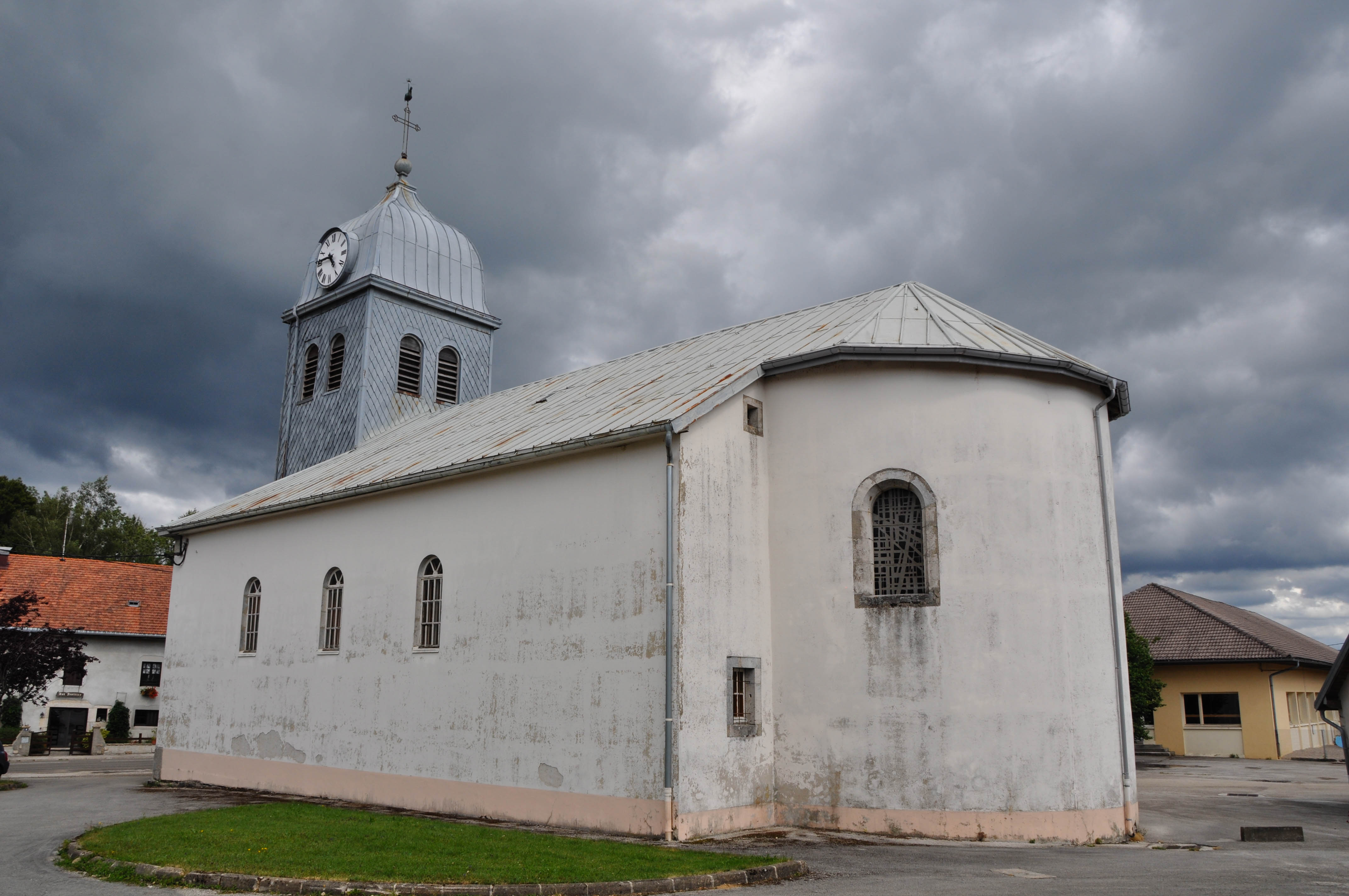
Kirche Saint-Georges

Die Dorfkirche Saint-Georges wurde 1822 neu erbaut. Beim Weiler Les Frasses befindet sich eine Landkapelle. Von der mittelalterlichen Burg auf dem Mont d’Ecuvet sind Ruinen erhalten.

## Bevölkerung
| Bevölkerungsentwicklung | Bevölkerungsentwicklung |
| Jahr                    | Einwohner               |
| ----------------------- | ----------------------- |
| 1962                    | 162                     |
| 1968                    | 162                     |
| 1975                    | 141                     |
| 1982                    | 168                     |
| 1990                    | 195                     |
| 1999                    | 166                     |
| 2005                    | 172                     |
| 2017                    | 206                     |

Mit 206 Einwohnern (Stand 1. Januar 2017) gehörte Château-des-Prés zu den kleinen Gemeinden des Départements Jura. Während des gesamten 20. Jahrhunderts lag die Einwohnerzahl stets im Bereich von rund 170 Personen.

## Wirtschaft und Infrastruktur
Château-des-Prés war bis weit ins 20. Jahrhundert hinein ein vorwiegend durch die Landwirtschaft, insbesondere Viehzucht und Milchwirtschaft, sowie durch die Forstwirtschaft geprägtes Dorf. Daneben gibt es heute einige Betriebe des lokalen Kleingewerbes. Einige Erwerbstätige sind auch Wegpendler, die in den größeren Ortschaften der Umgebung ihrer Arbeit nachgehen.
Die Ortschaft liegt abseits der größeren Durchgangsstraßen an der Departementsstraße D437, die von Saint-Claude nach Saint-Laurent-en-Grandvaux führt. Weitere Straßenverbindungen bestehen mit Chaux-des-Prés und Lézat.